# Outlander (película)
Outlander, distribuida en México con el nombre La Tierra Media y el Tesoro del Dragón Solitario, es una película de ciencia ficción del año 2008, dirigida por Howard McCain y protagonizada por Jim Caviezel.

## Argumento
Una nave espacial se estrella en un majestuoso lago de Noruega en la época de los vikingos, hacia el 709 d. C. De los restos emerge Kainan, un soldado, y una criatura sedienta de sangre conocida como Moorwen. Tras enterrar a su copiloto, que fue asesinado por el Moorwen durante el accidente, Kainan recupera un ordenador portátil que estaba entre los restos de la nave. Gracias a él descubre que está en La Tierra (planeta clasificado por su gente como colonia abandonada) y que no hay otras naves espaciales en las proximidades.
Decidido a rastrear al Moorwen, Kainan usa el ordenador para descargar los conocimientos y las lenguas locales directamente en su mente, de una forma bastante dolorosa, y activa una baliza de rastreo para llamar la atención de alguna nave que lo rescate.
Antes de tener siquiera oportunidad de encontrar al Moorwen, un guerrero nórdico llamado Wulfric consigue capturar a Kainan, y se lo lleva a su poblado. Allí lo tachan de 'extranjero' y lo interrogan acerca de una masacre que ha ocurrido en una de las aldeas vecinas. Kainan intenta explicarse hablándoles del Morwen, pero nadie le cree.
Poco a poco, tras algunos ataques del Morwen, los nórdicos comienzan a creer en su historia sobre 'cazar al dragón'. Por fin deciden salir a darle caza, pero en lugar del Morwen se encuentran con un gigantesco oso. Kainan consigue salvar la vida del rey Hrothgar matando al oso, y tras esto los nórdicos lo vitorean y lo aceptan como uno más en su tribu. Así conoce a Freya, hija del rey, y a un muchacho huérfano llamado Eric. Poco a poco se va ganando la amistad de ambos, y también la del resto de habitantes de la tribu.
En sueños, se va revelando la historia de Kainan. Su gente reclamó el planeta de los Moorwen para establecer una colonia, y aniquiló a todos los seres nativos del planeta.
Como recompensa, la mujer y el hijo de Kainan recibieron un hogar en esta nueva colonia, mientras Kainan y las fuerzas armadas iban a por otras conquistas. Pero uno de los Morwen consiguió sobrevivir, y mató a todos los colonos, incluyendo a la familia de Kainan. Tras esto, Kainan recibe la misión de capturar al Moorwen y llevarlo a su planeta de origen, pero durante el regreso la bestia se libera y provoca el accidente.
Mientras el Moorwen "dragón" siembra la destrucción en los alrededores, Kainan forma una alianza con los primitivos guerreros. La destrucción de una de las aldeas vecinas por parte del Moorwen inicia una guerra entre la tribu del rey Gunnar y la del rey Hrothgar. Gunnar ataca la aldea de Hrothgar, pero sus fuerzas son repelidas. Durante la retirada, el Moorwen ataca a los hombres de Gunnar y éstos se ven obligados a volver a la aldea de Hrothgar y buscar refugio. Juntos, los dos clanes rivales intentan matar al Moorwen. Muchos nórdicos mueren, incluidos los dos reyes. Bajo el mando de Wulfric, los nórdicos abandonan la aldea en busca de un nuevo hogar seguro.
Kainan junto con algunos hombres consigue recuperar un poco de metal de su nave y con él fabrican una espada capaz de herir al Moorwen, ya que las primitivas armas nórdicas son inservibles. Tras aventurarse en unas cuevas, finalmente consiguen vencer al Moorwen, y a su cría recién nacida. Wulfric muere durante la batalla, y transfiere el liderazgo a Kainan. Dejando a Freya con su gente, Kainan se dirige hacia el lago donde se estrelló su nave.
Kainan se acerca a la baliza, la cual sigue emitiendo la señal de socorro. Kainan observa a una nave de rescate entrando en la atmósfera pero decide, a pesar de ser la última oportunidad de regresar a casa, que no le queda nada por lo que volver. Destruye la baliza con su espada, eligiendo así quedarse en La Tierra. La nave de rescate da la vuelta y se pierde en el firmamento.
Kainan no se da cuenta de que Freya le ha visto. Un epílogo explica que Kainan y Freya contraen matrimonio y adoptan a Eric, y Kainan se convierte en el nuevo rey. Sólo Freya supo del secreto de Kainan - "que los dioses lo enviaron y cuando llegó el momento de que volviera con ellos, decidió quedarse con nosotros".

## Elenco
- Jim Caviezel como Kainan.
- Sophia Myles como Freya.
- Jack Huston como Wulfric.
- John Hurt como el rey Rothgar.
- Cliff Saunders como Boromir.
- Ron Perlman como el rey Gunnar.
- Aidan Devine como Einar.
- Bailey Maughan como Erik.

## Producción
En 1998 Dirk Blackman reescribió la historia que McCain había escrito en 1992. McCain dijo que Renny Harlin estuvo interesado en dirigirla y rodar en Nueva Zelanda, pero el plan falló.
En 2005, The Weinstein Company anunció que el mismo McCain sería el director. Se pensó en Karl Urban, que acababa de salir en la trilogía del Señor de los anillos, como protagonista. Finalmente James Caviezel se hizo con el rol de viajero interplanetario y el metraje se filmó en Nueva Escocia, Canadá.
La criatura fue diseñada por Patrick Tatopoulos y se llamó "Moorwen" como homenaje a los Morlock de "La máquina del tiempo" de H. G. Wells. McCain le rogó a Tatopoulos que el alien expresase fiereza e inteligencia.
La villa vikinga fue construida en una granja de Nine Mile River.